# Ai Shinozaki
Ai Shinozaki (篠崎 愛, Shinozaki Ai, 26 de fevereiro de 1992) é uma modelo (gravure idol) e cantora japonesa integrante do grupo musical "AeLL.".
Quando Ai começou a carreira de modelo em 2006, com 14 anos de idade, gerou comentários da imprensa e da internet pelo fato de ter um corpo bastante voluptuoso e com muitas curvas, algo muito incomum para uma adolescente japonesa. Em 2009 sua página no site "Chu-Boh" detalhou sua altura e medidas como: "Altura: 160cm Busto: 87cm Cintura: 60cm Quadril: 88cm".
Ela aparece regularmente na capa de revistas populares japonesas, como a Young Animal e Young Jump. Após se destacar como modelo ela começou a carreira de cantora e ídolo pop.

## Career

### Singles
- "M" (26 de março de 2008, FOR-SIDE RECORDS) Um cover da música "Famous song" de Princess Princess.
- "A-G-A-I-N" (29 de abril de 2015) Alcançou a 31º posição na Weekly Singles Chart da Oricon[1]
- "口の悪い女" (24 de agosto de 2016) Alcançou a 22ª posição na Weekly Singles Chart[2]

### Ensaios fotográficos
- START DUSH!! (Julho de 2006, Saibunkan) ISBN 4-7756-0134-2 Fotos por Mitsuhiro Mouri.
- Bon! Bon! Ai-bomb (Dezembro de 2007, BUNKASHA) ISBN 978-4-8211-2688-0 Fotos por Ryuuzi Maemura
- Milk-colored love (Maio de 2008, Aquahouse Inc) ISBN 978-4-86046-114-0 Fotos por Takayuki Kozuka
- Okkina Love (12 de Maio de 2008, Gekken Publishing ) ISBN 978-4-05-403784-7 Fotos por Shouta Iizuka
- Renai ~Love~ (Abril de 2009, Saibunkan) ISBN 978-4-7756-0388-8 Fotos por Sei Kimura
- Heartiness (Sabra DVD Mook) (Novembro de 2009, Shogakukan) ISBN 978-4-0910-3080-1 Fotos por Akihito Saijo
- Sakura Saku Toki (Maio de 2010, Saibunkan Publishing Co,Ltd) ISBN 978-4-7756-0479-3 Fotos por Koji Inomoto
- Love Scenes: Ai Shinozaki (Setembro de 2014, Shogakukan) ISBN 978-4-0968-2096-4 Fotos por Akihito Saijo

### Revistas
- Weekly Young Jump (Shueisha)
- Playboy
- Chu Boh (Neptune)
- Scholastic (Scholastic Inc.)
- Yul Young Champion (Akita Shoten)
- Sex Bomb (Publishing Gakken)
- i love you (Amit)

### DVD
- "Ai Shinozaki" (25 de agosto de 2006, Saibunkan) [SBKD-0003]
- "Love LOVE YOU" (27 de setembro de 2006, TRAFFIC) [TJCB-10009]
- "Peach Pie Love" (22 de novembro de 2006, Air Control) [KQT-081]
- "Pure Smile" (23 de fevereiro de 2007, Takeshobo) [TSDV-41110]
- "From the island Ai..." (25 de Maio de 2007, GP Museum Soft) [DMSM-7169]
- "F-MATES, 15-MATES" (20 de julho de 2007, Spice Visual) ※ com Ueno Tihiro [MMR-040]
- "LOVE-chan" (24 de agosto de 2007, Takeshobo) [TSDV-41142]
- "Balloooooon" (30 de novembro de 2007, BUNKASHA) [BKDV-00260]
- "ONE" (22 de fevereiro de 2008, Spice Visual) [MMR-048]
- "Milk-colored love" (23 de maio de 2008, Spice Visual) [MMA-050]
- "Ai-Link" (22 de agosto de 2008, Frontier Inetto) [FOEN-031]
- "Okkina Love" (17 de dezembro de 2008, Gakken Publishing) [SSBX-2244]
- "Lots of love ~ Ai Ippai" (20 de fevereiro de 2009, Rainkomyunikeshonzu) [LCDV-40359]
- "Love's zephyr ~ Koi Kaze" (20 de fevereiro de 2009, Rainkomyunikeshonzu) [LCDV-40360]
- "'Love' I'm trying hard! ~ Ai Ganbattemasu!" (22 de maio de 2009, Saibunkan) [SBVD-0036]
- "Lady ~ Frau" (28 de agosto de 2009, Takeshobo) [TSDV-41241]
- "Soeur ~ Sister" (28 de agosto de 2009, Takeshobo) [TSDV-41242]
- "Hokkaido promise long-distance love" (27 de novembro de 2009, Frontier Inetto) [ENFD-5176]
- "Sunny ..." (27 de novembro de 2009, Frontier Inetto) [ENFD-5177]
- "Ai Shinozaki Kakeroma Island Beach Angels in Amami Oshima" (24 de fevereiro de 2010) [VPXF-75112] Versão lançada simultaneamente em Blu-ray
- "Sakukoro cherry" (28 de maio de 2010, Saibunkan) [SBVD-0075]
- "Rabusupo! ~ Love Sport!" (27 de agosto de 2010, Takeshobo)
- "Baito naka!? ~ Doing Part-Time!?" (27 de agosto de 2010, Takeshobo)
- "Mountain Girl Moe Tsu loose..." (15 de setembro de 2010, Pony Canyon)
- "Ai Shinozaki FINAL 1/2 ~ Wonderland Love" (20 de novembro de 2010, Rainkomyunikeshonzu) [LCDV-40443]
- "Ai Shinozaki FINAL 2/2 ~ Loveland Love" (20 de novembro de 2010, Rainkomyunikeshonzu) [LCDV-40444]
- "Ai Shinozaki Special DVD-BOX" (20 de novembro de 2010, Rainkomyunikeshonzu)
- "Ai Shinozaki Premium, DVD BOX" (25 de fevereiro de 2011, Grasso)
- "Junai Ijou" (27 de abril de 2011, Inet Frontier) [ENFD-5301]
- "Junjou Karen" (27 de abril de 2011, Inet Frontier) [ENFD-5302]
- "Koi nandesu" (28 de julho de 2011, Ribapūru) [YJLP-1006]. Primeiro lançado em 22 de dezembro de 2011 e depois lançado versão Blu-ray em 18 de abril de 2014.
- "Amai Kajitsu ~ Sweet Fruit" (24 de setembro de 2011, Bamboo Study) [TSDV-41376]
- "Magical Eyes" (24 de setembro de 2011, Bamboo Study) [TSDV-41377]
- "Love Overflowing! ~ Ai Afuretemasu!" (23 de dezembro de 2011, Oh, digital su Tatari Hikaru) [SBVD-0130]
- "Sweet Love" (22 de fevereiro de 2012) (BOMB-1018]
- "Ai, no mama ni... ~ Leave the Love..." (23 de maio de 2012, Ribapūru) [LPDD-72]. Versão Blu-ray lançada em 22 de novembro de 2013
- "Ai Motion" (22 de junho de 2012, Ribapūru) [LPFD-247]
- "Ai's Origin" (20 de setembro de 2013, Shinning-will -) [DV-01]
- "Your Al's Only" (20 de março de 2014, Shining-will) [DV-06]
- "篠崎愛 Lovely" (17 de outubro de 2014, Shining-will) [DV-09]
- "HOLIDAY" (29 de maio de 2015, Shining-will) [DV-10]
- "Reality"（8 de outubro de 2015, Shining-will）[DV-12]

## Filmografia
(com exceção dos vídeos do AeLL.)

### Filmes
- "Pantsu no ana THE MOVIE Doutei Soushitsu Rhapsody ("パンツの穴 THE MOVIE 童貞喪失ラプソディ)(Novembro de 2011, como Narumi Ichinose)
- Kotsu Tsubo (filme de terror)
- Time Slip Glasses (たいむすりっぷメガネ)(Comédia de ficção científica)
- Pandora, Dark Insects in Tokyo
- Alps Jogakuen